# Jørn Jamtfall
Jørn Jamtfall é um goleiro da Noruega que nasceu em 24 de Julho de 1966 em Trondheim.

## Clubes
- 1993 : Strindheim IL  Noruega
- 1994-2001 : Rosenborg BK  Noruega
- 2001 : Sogndal Fotball  Noruega
- 2002 : GIF Sundsvall  Suécia